# Helioctamenus bedeli
Helioctamenus bedeli is een keversoort uit de familie somberkevers (Zopheridae). De wetenschappelijke naam van de soort werd in 1971 gepubliceerd door Roger Dajoz.